# Diecezja Thunder Bay
Diecezja Thunder Bay – diecezja rzymskokatolicka w Kanadzie. Powstała w 1952 jako diecezja Fort William. W 1970 otrzymała obecną nazwę.

## Biskupi ordynariusze
- Edward Quentin Jennings (1952–1969)
- Norman Joseph Gallagher (1970–1975)
- John Aloysius O'Mara (1976–1994)
- Frederick Henry (1995–1998)
- Fred Colli (1999–2024)
- Alan Campeau (od 2025)